# Terrorangrebet i Atatürk Lufthavn i Istanbul 2016
Terrorangrebet i Atatürk Lufthavn i Tyrkiet i 2016 fandt sted den 28. juni med eksplosioner og skud i Terminal 2 i Atatürk Lufthavn i Istanbul. I henhold til tyrkiske premierminister Binali Yıldırım blev mindst 41 mennesker dræbt og 230 mennesker blev såret i tillæg til angriberne. Skyderi fandt sted på lufthavnens parkeringsplads, , mens der var eksplosioner ved den internationale ankomstterminal, og synes at have været forårsaget af selvmordsbombere. Nogle rapporter erklærede, at eksplosionerne fandt sted i forskellige dele af lufthavnen. Der var tre gerningsmænd, der detonerede deres sprængstof i eller i nærheden af terminalen, men der var vidner til, at fire bevæbnede mænd kørte væk fra eksplosionerne. Det er ikke bekræftet af politiet. En højtstående amerikansk efterretningstjenestekilde fortalte CBS News, at de koordinerede angreb kun tog omkring 90 sekunder.

## Baggrund
Istanbul var allerede udsat for tre terrorangreb i første halvdel af 2016, herunder selvmordsangreb i januar og i marts, der begge blev knyttet til Islamisk Stat (ISIS), og en bilbombe i begyndelsen af juni, angiveligt forårsaget af Kurdistans Friheds Falke (TAK), en "radikal udløber af det forbudte Kurdistans arbejderparti (PKK)."

## Skyderier og bombninger
Den 28. juni, kort før 22:00 Istanbul tid, nærmede to angribere sig en scanner ved en sikkerhedskontrol og åbnede ild. Politifolk besvarede der efter ilden. Gerningsmændene detonerede derefter bomber på deres personer.
Baseret på en video fra et sikkerhedskamera var en af bombemændene omkring 24 m inde i Terminal 2 (den internationale terminal), da han detonerede sin selvmordsbombe. På CCTV-videoen kan eksplosionen ses at ske i eller i nærheden af en gruppe af mennesker. Det menes også, at en af eksplosioner var på parkeringspladsen på den anden side af gaden over for terminalen.
En video lagt ud på Twitter kort efter hændelsen viste en bevæbnet voldsmand skyde på folk i terminalen. Han blev derefter skudt af en sikkerhedsofficer - enten fra det tyrkiske politi eller lufthavnens sikkerhedsstyrke - på tæt hold, og faldt om på jorden. Videoen viste en sikkerhedsmedarbejder, der først nærmede sig voldsmanden, så løb væk, da han formentlig bemærkede sprængstofferne. Voldsmanden detonerede derefter sine sprængstoffer.
Under og umiddelbart efter angrebene gemte hundredvis sig i lufthavnen hvor de kunne: i butikker, badeværelser og under bænke.
To af angriberne detonerede bomber og dræbte sig selv; en blev dræbt, formentlig af sikkerhedsstyrker.
Fire bevæbnede mænd blev set løbe væk fra stedet efter eksplosionerne.
Mange rejsende beskrev, hvad de så under angrebet til journalister. En mand udtalte: "Vi kom lige til [terminalen for] internationale afgange og så manden skyde tilfældigt. Han skød bare på alle, som kom foran ham. Han var helt i sort. Hans ansigt var ikke maskeret. Jeg var 50 meter fra ham." han fortsatte: "Vi undveg bag en billettæller, men jeg stod op og så ham. To eksplosioner indtraf kort efter hinanden. På det tidspunkt var han holdt op med at skyde." Endelig sagde han, "han vendte sig og begyndte at komme hen imod os. Han holdt sin pistol inde i sin jakke. Han så rundt spændt for at se, om nogen ville stoppe ham og gik derefter ned ad rulletrappen ... Vi hørte flere skud og derefter en eksplosion, og så er det var forbi."
Andre uden for terminalen sagde, at flere taxichauffører skreg, "Gå ikke ind! En bombe eksploderede!" til indgående trafik.

## Ofre
| Land          | Døde | Skadede | Ref.   |
| ------------- | ---- | ------- | ------ |
| Tyrkiet       | 28   |         | [ 20 ] |
| Saudi Arabien | 5    |         | [ 20 ] |
| Irak          | 2    |         | [ 20 ] |
| Tunesien      | 1    | 1       | [ 21 ] |
| Uzbekistan    | 1    |         | [ 20 ] |
| Kina          | 1    |         | [ 20 ] |
| Iran          | 1    | 5       | [ 20 ] |
| Ukraine       | 1    |         | [ 20 ] |
| Jordan        | 1    |         | [ 20 ] |
| Total         | 41   | 239     | [ 20 ] |